# Cajaninae
Cajaninae je podtribus mahunarki dio je tribusa Phaseoleae, raširen po Africi, Australiji, Aziji i Srednjoj i Južnoj Americi.
Nekada je u njega uključivano deset rodova s oko 490 vrsta, a za jednoga, Chrysoscias, je ustanovljeno da je sinonim.

## Rodovi
1. Adenodolichos Harms
2. Bolusafra Kuntze
3. Cajanus DC.
4. Carrissoa Baker f.
5. Dunbaria Wight & Arn.
6. Eriosema (DC.) Rchb.
7. Flemingia Roxb. ex W.T.Aiton
8. Paracalyx Ali
9. Rhynchosia Lour.; sinonim: Chrysoscias E.Mey.

## Vanjske poveznice
- Ultrastructure and secretion of glandular trichomes in species of subtribe Cajaninae Benth (Leguminosae, Phaseoleae)